# Pentti Sammallahti
Pentti Ilmari Sammallahti (* 18. února 1950, Helsinky) je finský fotograf.

## Životopis
Sammallahti začal se svým fotografickým koníčkem v 60. letech 20. století a mimo jiné fotografoval lidi a jimi formované prostředí. Vystudoval SYK v roce 1970 a přihlásil se na Helsinskou univerzitu ke studiu dějin umění, hudební vědy a matematiky, studium však nedokončil. V letech 1970–1973 Sammallahti pracoval jako asistent v černobílé a barevné laboratoři Mattiho A. Pitkänena.
V letech 1974–1976 byl Sammallahti učitelem fotografie na umělecké škole v Lahti. Působil na Univerzitě umění a věd jako učitel fotografie v letech 1974 až 1987, odborný asistent v letech 1987 až 1989 a dočasný odborný asistent v letech 1989 až 1991. V roce 1991 Sammallahti obdržel 15letý umělecký grant od státu a přestal učit. V roce 2001 mu Univerzita umění a věd udělila čestný doktorát.
Sammallahti uspořádal svou první samostatnou výstavu Kaupunki on painajainen v roce 1971. Jeho první samostatná výstava v zahraničí byla v roce 1977 ve Švédsku, v domě umělců na ostrově Gotland ve městě Visby. Sammallahde měl samostatné výstavy ve dvaceti zemích. V roce 2004 byla v Paříži uspořádána zahajovací výstava Nadace Henriho Cartier-Bressona, pro kterou Cartier-Bresson vybral sto svých oblíbených fotografů, mezi nimi i Sammallahtiho. Finské muzeum fotografického umění vystavovalo v letech 2010–2011 Sammallahdeho výstavu Retrospektiva, která představila jeho celoživotní dílo. V roce 2012 Sammallahti také publikoval retrospektivní fotografické dílo Täällä kaukana, které obsahuje jeho fotografie z let 1964 až 2011.
Sammallahti obdržel státní uměleckou cenu v roce 1976, 1979 a 1992. Získal také cenu Kritiikin Kannukset (1980), Cenu Daniela Nyblina (1986), Uusimaa County Art Award (1989), Samuli Paulaharju Award (1995), Finnish Cultural Fund Award (1997) Cenu za literaturu Finské umělecké asociace (2006). Sammallahti byl oceněn medailí Pro Finlandia v roce 2006.
Lingvista Pekka Sammallahti je starší bratr Pentti Sammallahte. Sammallahti je ženatý a má čtyři děti. Matkou Sammallahtiova otce byla fotografka Hildur Larssonová.